# Harold en Italia

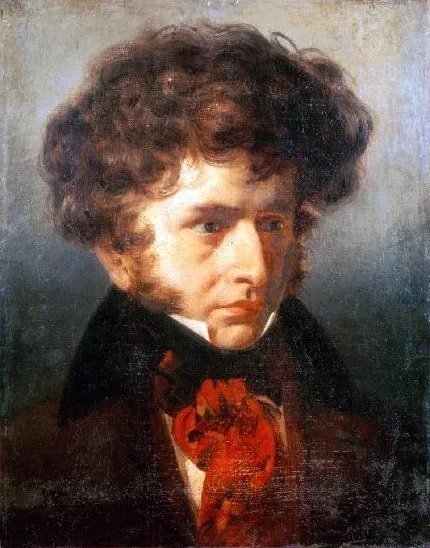
Berlioz en 1832.

Harold en Italie, symphonie avec un alto principal, Op. 16 H. 68 (en español, Harold en Italia, sinfonía con viola  principal) es la segunda sinfonía compuesta por Hector Berlioz en 1834. La obra está dedicada a Monsieur Humbert Ferrand. Se trata de una sinfonía programática con cuatro movimientos, que evocan musicalmente varias escenas del poema narrativo Las peregrinaciones de Childe Harold de Lord Byron.

## Historia

### Contexto
En 1830 Berlioz había escrito la Sinfonía fantástica, una de sus obras más famosas. Ganó el Premio de Roma y entre 1831 y 1832 pasó quince meses en Italia. El maestro francés disfrutaba más vagando por los montes Abruzos, conociendo gente en los pueblos y escuchando sus canciones para unirse con su guitarra francesa, que en el ambiente de la Academia Francesa en Roma y que asistiendo a conciertos y óperas. En Roma le impresionó la música de los pifferari, un grupo de músicos populares ambulantes que tocaban gaitas y una especie de oboes llamados pifferi. Cerca de la Navidad estos músicos bajaban de las montañas para tocar ante las estatuas de la Madonna, llevando "largas capas de tela marrón y sombreros puntiagudos de bandido". Todas estas influencias serán notables en esta obra.

### Composición

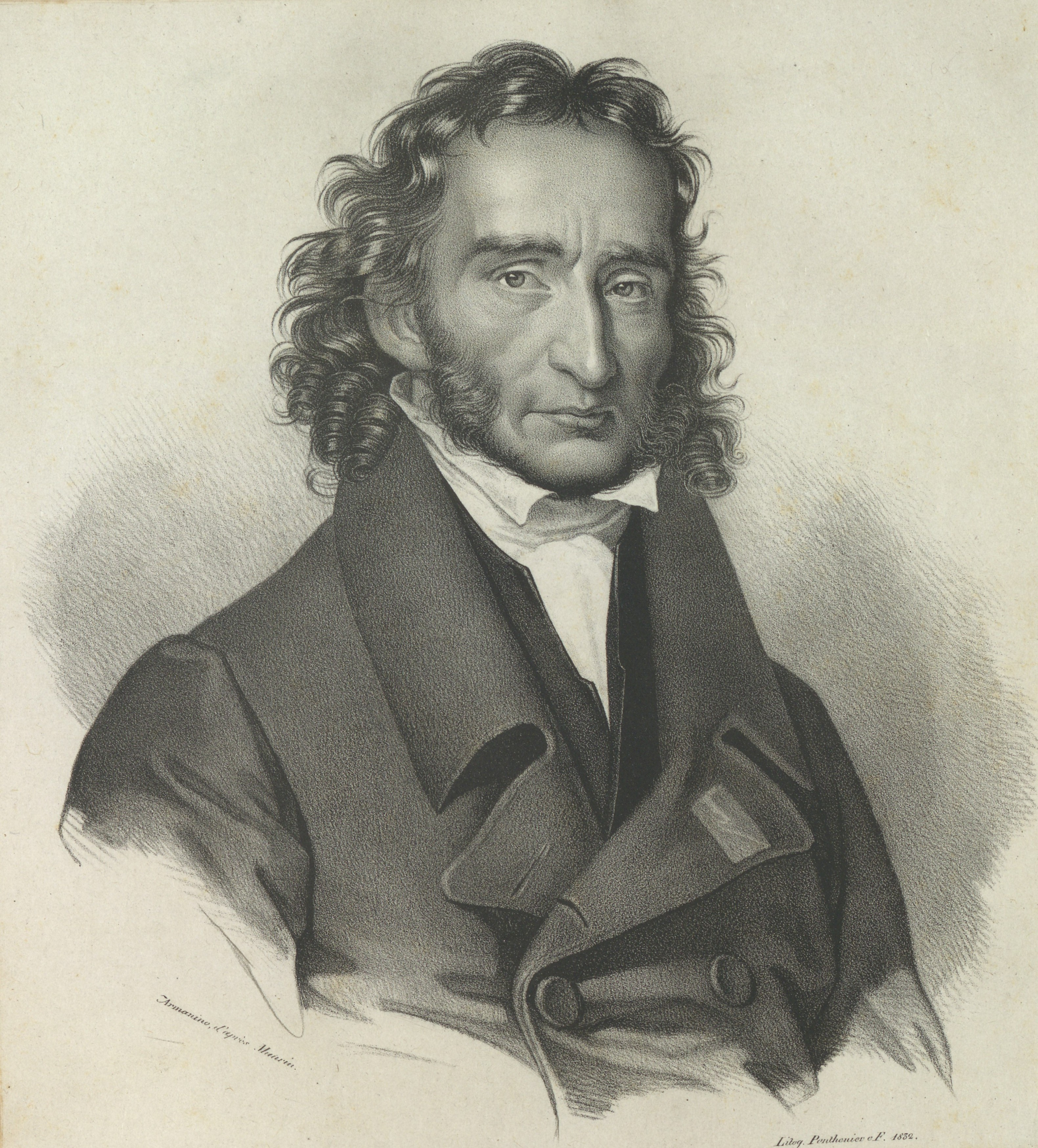
Niccolò Paganini, 1832.

La composición surgió a partir de una petición de Paganini para que se escribiera un concierto con la viola Stradivari que había adquirido recientemente. Berlioz conoció al célebre violinista italiano Niccolò Paganini tras una nueva interpretación de la Sinfonía fantástica dirigida por Narcisse Girard el 22 de diciembre de 1833. La representación fue exitosa y, cuando el público ya se había ido, un hombre le paró. Lo describió así en sus Memorias: "un hombre con el pelo largo, ojos penetrantes y un rostro raro y demacrado.[...] Éste me cogió la mano y me alabó fervientemente. Era Niccolò Paganini." Unas semanas después, Berlioz recibió su visita. Le contó que había adquirido una nueva viola maravillosa fabricada por Antonio Stradivari, conocida hoy como la "Paganini-Mendelssohn". Quería tocarla en público pero no tenía obras que estuvieran a la altura. Según Berlioz, el italiano afirmó que no podía confiarle esta tarea a nadie más que a él, a lo que le respondió: "Me siento enormemente halagado, pero para poder cumplir tus expectativas y componer una obra lo suficientemente brillante como para alguien con tu talento, debería saber tocar la viola. Creo que tendrás que solucionar tú mismo el problema". Paganini se negó, alegando que estaba muy enfermo (sufría de tuberculosis y hemoptisis, que años más tarde le produciría la muerte) y confiaba en que Berlioz tuviese éxito.
Decidió mezclar la línea de la viola con la orquesta, sabiendo que el talento del virtuoso (al que nunca había escuchado tocar) le daría a la viola toda su prominencia. Pronto terminó el primer movimiento, el cual Paganini ansiaba ojear. Desafortunadamente, no era lo que esperaba: había demasiados silencios y él quería estar tocando todo el rato. El compositor le replicó que precisamente por esto no se lo debía haberle encargado a él. Tras esto el violinista no dijo nada y se fue decepcionado. Berlioz ya había compuesto parte de la música antes de que el violinista le realizase el encargo. Ya había empleado el tema de Harold en su obertura Rob Roy de 1832, que posteriormente desechó, motivo por el cual no hay un virtuosismo exaltado. Allí se presentaba como un lírico solo del corno inglés y el segundo tema del primer movimiento. Berlioz lo plasmó así en sus Memorias:

«Viendo que mi plan de composición no le gustó, me apliqué para llevarlo a cabo de otra manera, y sin preocuparme de cómo hacer la parte solista más brillante, concebí la idea de escribir una serie de escenas para la orquesta, en las cuales la viola debería encontrarse a sí misma inmersa, como una persona en acción más o menos, siempre preservando su propia individualidad. El fondo que compuse está inspirado en mis andanzas por los Abruzzi, introduciendo la viola como una especie de soñador melancólico, en el estilo de Childe Harold de Lord Byron.»

A pesar de su complicada estructura, la terminó de componer en poco tiempo, como era habitual en él. Según el propio compositor, improvisó el segundo movimiento en un par de horas en una tarde al lado de la chimenea. Pero se pasó seis años modificando detalles. A pesar de que la obra fue concebida como un vehículo para que el virtuoso exhibiese su gran destreza con la viola, finalmente Paganini declinó interpretarla.

### Estreno e interpretaciones notables

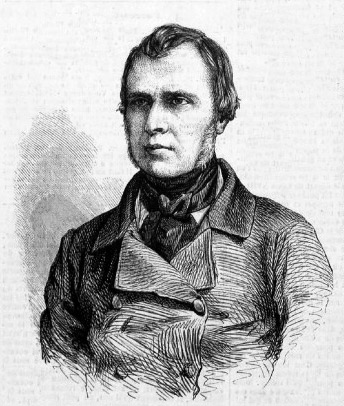
Narcisse Girard, director del estreno.

El estreno se celebró el 23 de noviembre de 1834 en el Conservatorio de París con una interpretación de la Orquesta de la Sociedad de Conciertos del Conservatorio, Chrétien Urhan tocando la parte solista y Narcisse Girard a la batuta. A continuación se citan una serie de interpretaciones destacables de la sinfonía: 
- El 1 de febrero de 1842 en Salle Vivienne de París con Jean-Delphin Alard y Berlioz.
- El 26 de septiembre de 1842 en Bruselas con Heinrich Wilhelm Ernst y Berlioz.
- El 5 de mayo de 1847 tuvo lugar el estreno en San Petersburgo con Heinrich Wilhelm Ernst y Berlioz.
- El 7 de febrero de 1848 tuvo lugar el estreno en Londres con Henry Hill y Berlioz en el Teatro Drury Lane.
- El 22 de noviembre de 1853 en Bremen con Joseph Joachim y Berlioz.
- El 1 de diciembre de 1853 en Leipzig con Ferdinand David y Berlioz dirigiendo la Orquesta de la Gewandhaus.
- El 11 de enero de 1868 en Moscú con Ferdinand Laub y Berlioz al frente de la Orquesta del Conservatorio de Moscú.
- El 8 de febrero de 1868 en San Petersburgo con Hieronymus Weickmann y Berlioz. Esta fue la última interpretación bajo la batuta del compositor.
- El 4 de febrero de 1937 con Lionel Tertis, en su última actuación, y Ernest Ansermet dirigiendo la Orquesta Sinfónica de la BBC.

## Instrumentación

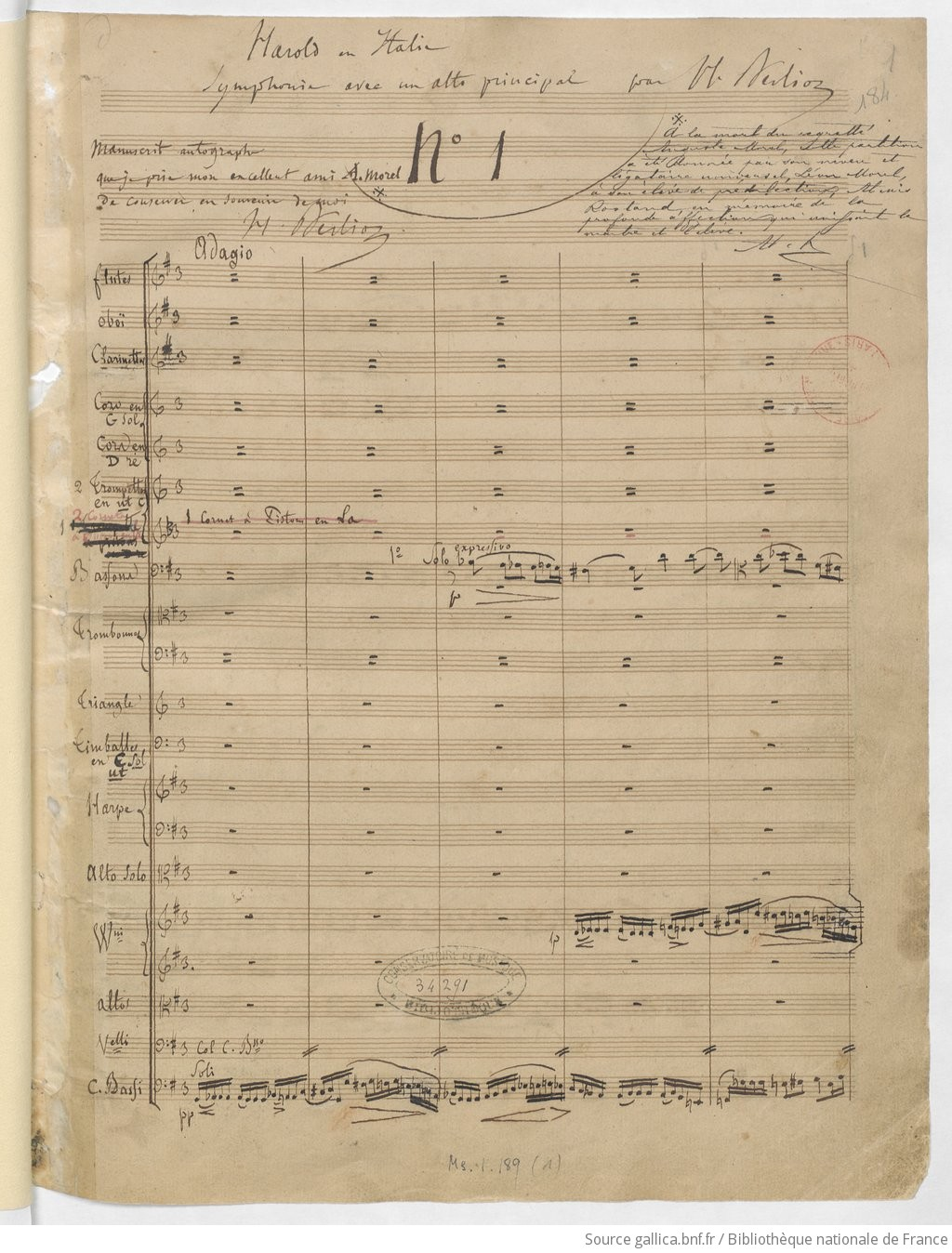
Primera página de la partitura autógrafa.

La partitura está escrita para una gran orquesta formada por:
- Viento madera: 2 flautas (la segunda doblando al flautín), 2 oboes (el primero doblando al corno inglés), 2 clarinetes, 4 fagotes.
- Viento metal: 4 trompas, 2 trompetas, 2 cornetas, 3 trombones, 1 ophicleide o tuba.
- Percusión: timbales, platillos, triángulo, 2 panderetas (para tres intérpretes).
- Cuerda: 1 arpa y una sección de cuerdas con violines I y II, violas, violonchelos y contrabajos.

## Estructura y análisis
La sinfonía consta de cuatro movimientos:
- I. Harold aux montagnes. Scènes de mélancolie, de bonheur, et de joie. (Adagio 4
4 – Allegro 6
8) 15 min.
- II. Marche de pélerins chantant la prière du soir. (Allegretto) 2
4 7 min.
- III. Sérénade d’un montagnard des Abruzzes à sa maîtresse. (Allegro assai – Allegretto) 6
8 6 min.
- IV. Orgie de brigands. Souvenirs des scènes précédentes. (Allegro frenetico – Adagio) 2
2 11 min.

La interpretación de esta obra dura aproximadamente 40 minutos. Se asemeja en cierto modo a la Sinfonía fantástica por su carácter casi autobiográfico y por el empleo de una idée fixe o tema recurrente unificador. Berlioz se imagina a sí mismo en el papel del Harold de Lord Byron con el propósito de relatar sus propias experiencias en Italia. La viola solista es la encargada de presentar el tema recurrente y para ello interviene a lo largo de toda la pieza un poco a la manera de un concierto. Pero el solista aquí es menos dominante que en un concierto convencional. En cada movimiento el tema de la viola está contrapuntísticamente combinada con los demás temas.

### I.Harold aux montagnes. Scènes de mélancolie, de bonheur, et de joie
El primer movimiento se titula "Harold aux montagnes. Scènes de mélancolie, de bonheur, et de joie" que significa "Harold en las montañas. Escenas de melancolía, felicidad y alegría". Lleva las indicaciones de tempo Adagio – Allegro y está escrito en el compás de 3/4 que en el Allegro pasa a 6/8. El movimiento de apertura esboza una progresión de la melancolía a la felicidad y, en última instancia, a la alegría. El Adagio se abre con un pasaje en fugato cromático, oscuro y aleccionador que comienza con violonchelos y contrabajos, con un contratema lastimero de fagot y oboe. Pronto da paso a una melodía incierta y melancólica en las maderas, que se revelará como una versión en tono menor del tema de Harold. Después florece hasta que la viola la presenta en su totalidad como el tema de Harold o la idée fixe. La música se eleva hasta un gran fortissimo nublado. Se reanuda el fugato, que culmina en un floreo. Tras esto la textura se aclara y el sol menor se convierte en sol mayor produciendo el efecto de una entrada del sol que se abre paso de repente. Los arpegios de arpa dan paso al solista y al tema principal, una melodía larga y sincera con un toque de melancolía. El tema, reinterpretado en una forma ligeramente más breve y en canon, ricamente orquestado, conduce a la siguiente sección. El Allegro, en compás de 6/8, presenta un carácter efervescente e implacable con un ritmo tranquilo y oscilante. El segundo tema, vivaz, solo finge con la clásica dominante. Una vez finalizada la exposición del material musical, los elementos formales (desarrollo, recapitulación, coda) se fusionan en un proceso continuo, en que se muestran de manera destacada las rítmicas en cruz y las métricas superpuestas típicas de la obra. Continúa el ascenso hacia la alegría y sólo se suaviza para permitir a la viola volver a presentar la idée fixe, ahora encajada en otro fugato, antes de que el impulso acelerado lleve el movimiento a su fin.

### II.Marche de pélerins chantant la prière du soir
El segundo movimiento se titula "Marche de pélerins chantant la prière du soir" que significa "Marcha de los peregrinos cantando la oración de la tarde". Lleva la indicación de tempo Allegretto y está escrito en mi mayor y en el compás de 2/4. Al igual que Felix Mendelssohn incluyó en el segundo movimiento de su Sinfonía italiana de 1833 las procesiones de Semana Santa en Roma, Berlioz incorpora una marcha de peregrinos en esta obra, que es su propia "Sinfonía italiana". En esencia responde a la estructura de marcha estrófica. Destaca por sus atrevidas modulaciones, cada una de ellas marcada por el tañido de dos campanas. Se mueve en un arco de dinámicas que van del pianississimo (pppp) al forte para luego volver al pianississimo (pppp). Contiene tres ideas que se desarrollan musicalmente: la aproximación de la procesión a través del paisaje vespertino y su desaparición en el crepúsculo, el cambio gradual del día a la noche y la curva de sentimientos en el observador solitario de la escena, desde la satisfacción a la angustia y el aislamiento. Los materiales musicales son un amplio tema en mi mayor, armonizado de diversas formas, sobre un bajo que avanza con dificultad; dos sonoridades similares a campanas que se repiten constantemente (un do natural que resuena en trompas y arpa y un si más fino y brillante que suena en flauta, oboe y arpa), un fragmento de coral y los comentarios de la viola solista, primero con el tema de Harold, luego como una serie de arpegios tocados en el puente del instrumento. En la sección central entra de nuevo la viola, presentando líricamente la idée fixe en la periferia de la marcha que pasa antes de asumir un papel de acompañamiento cuando la procesión se aleja en la distancia. En el largo diminuendo final, la nota de campana y el tema de la marcha con las cuerdas en pizzicato se vuelven cada vez más débiles hasta que solo queda la viola.

### III.Sérénade d’un montagnard des Abruzzes à sa maîtresse
El tercer movimiento se titula Sérénade d’un montagnard des Abruzzes à sa maîtresse que significa Serenata de un montañero de los Abruzzi a su amada. Lleva las indicaciones de tempo allegro assai – allegretto y está escrito en el compás de 6/8. La inspiración surgió de la música de los pifferari que Berlioz escuchó en su viaje a Italia. Se inicia con una réplica exacta de las gaitas italianas de los pifferari. Se trata de una melodía rápida y serpenteante interpretada por el oboe y el flautín sobre un bajo de tipo bordón, acompañada por un ritmo persistente en las violas orquestales. A continuación arranca un Allegretto a media velocidad, con la melodía principal de la serenata entonada por el corno inglés y embellecida por otras maderas, que viene a completar el ambiente rústico. La viola retoma esta melodía junto con el tema de Harold, relacionado temáticamente. Se repite brevemente el allegro y después se combinan la música y los tempi de ambas secciones, mientras que suena el tema de Harold, muy agudo por encima, en la flauta y el arpa. El movimiento se desarrolla a medida que el compositor expone el contrapunto entre ambas melodías. Una coda compuesta por los tres elementos pone el punto final con un tono apacible.

### IV.Orgie de brigands. Souvenirs des scènes précédentes
El cuarto y último movimiento se titula "Orgie de brigands. Souvenirs des scènes précédentes" que significa "Orgía de bandidos. Recuerdos de escenas precedentes". Lleva las indicaciones de tempo Allegro frenetico – Adagio y está escrito en el compás alla breve. El Finale arranca con una abrupta llamada al orden llena de vigorosas síncopas. A continuación se repasan por turnos varias ideas temáticas de los movimientos previos y se rechazan. En el Finale de la Sinfonía n.º 9 de Beethoven sucede lo mismo aunque por motivos opuestos; ya que la de Beethoven pretende introducir la voz como nuevo elemento, mientras que la de Berlioz quiere deshacerse del solista. El tema de Harold es el último en salir y se vuelve cada vez más difuso. Irrumpe bruscamente la música la orgía de los bandidos, representada mediante la furia enloquecida de los metales y la percusión desatada. Predomina el ritmo y el color orquestal brillante. Hacia el cierre el impulso orquestal se rompe y a lo lejos se percibe el eco de la "Marcha de los peregrinos" con dos violines y un violonchelo tocando fuera del escenario. La viola solista se agita momentáneamente para responder y presenta una última declaración del tema de Harold. Luego, sus comentarios nostálgicos se funden en el tumulto de la orquesta y la orgía se reanuda para llevar el movimiento con fuoco a una precipitada conclusión.

## Recepción de la obra
Tras el estreno en 1834, Berlioz escribió en sus Memorias:

«Sólo el primer movimiento fue débilmente aplaudido, pero esto fue culpa de Girard, que no tuvo éxito al desarrollar la coda, donde el ritmo debe ser doblado gradualmente. Sin esta progresiva animación el cierre del Allegro es frío y lánguido. Sufrí un martirio escuchándolo a consecuencia de esto. La Marcha de los Peregrinos fue repetida como bis. En su segunda interpretación, hacia la mitad de la segunda parte […] el arpista contó mal sus compases y se perdió. Girard, en vez de ponerlo en su sitio como he hecho yo docenas de veces en las mismas circunstancias, gritó "el último acorde", el cual dió la orquesta en consecuencia, saltándose unos cincuenta compases. Esto fue una completa masacre. Afortunadamente la marcha había sido bien ejecutada la primera vez y el público no la había malentendido por causa del desastre en el bis.»

Este hecho influyó en la decisión de Berlioz de dirigir su propia música en el futuro y no permitir que nadie más transmitiese sus ideas a los músicos. Después de la primera escucha de la sinfonía, se publicó un artículo en una revista musical de París en la que se lanzaban injurias hacia ésta. El comienzo del artículo era: "Ha, ha, ha! Haro! Haro! Harold!". A la mañana siguiente, Berlioz recibió una carta anónima en la que, tras un diluvio de groseros insultos, fue reprochado con no ser suficientemente valiente como para hacer explotar su cerebro. Paganini había regresado de Cerdeña cuando Benvenuto Cellini había sido un fracaso en la Ópera de París. Después de este fiasco, Berlioz contrajo una bronquitis que le obligó a permanecer en cama. Pero hizo un esfuerzo y ofreció dos conciertos en el Conservatorio. El primero apenas le dio ganancias para cubrir los gastos. Por eso, para el segundo programa sus dos sinfonías, la Fantástica y Harold en Italia, y pese a su enfermedad las dirige el 16 de diciembre de 1838. Paganini estaba presente y era la primera vez que escuchaba el Harold. Berlioz escribe en sus Memorias:

«Cuando el concierto había terminado, yo estaba empapado en sudor, temblando de agotamiento, cuando Paganini, seguido por su hijo Achilles, vino hacia mí, gesticulando violentamente. Debido a su afección de garganta, por la cual finalmente murió, había ya perdido su voz completamente y a menos que todo estuviese en silencio, nadie salvo su hijo podía oír o adivinar qué estaba diciendo. Le hizo una seña al niño, quien se subió a una silla, puso la oreja cerca de la boca de su padre y escuchó atentamente. Después Achilles bajó y girándose a mi dijo, "Mi padre desea que le asegure, señor, que nunca en su vida había estado tan enormemente impresionado en un concierto; que su música le ha acongojado bastante y que si no se controlase a sí mismo debería arrodillarse y agradecérselo". Hice un gesto de incredulidad ante estas extrañas palabras, pero Paganini, cogiendo mi brazo y tartamudeando, "¡Sí, sí!" dijo con la poca voz que le quedaba, me arrastró al escenario, donde aún quedaban bastantes intérpretes, se arrodilló, y besó mi mano. No necesito describir mi estupefacción. Relato los hechos, eso es todo. Saliendo fuera al amargo frío en este estado de euforia, me encontré a M. Armand Bertin en la avenida. Me quedé un rato, explicándole la escena que acababa de ocurrir, cogí un resfriado, volví a casa, y me metí en la cama, más enfermo que antes.»

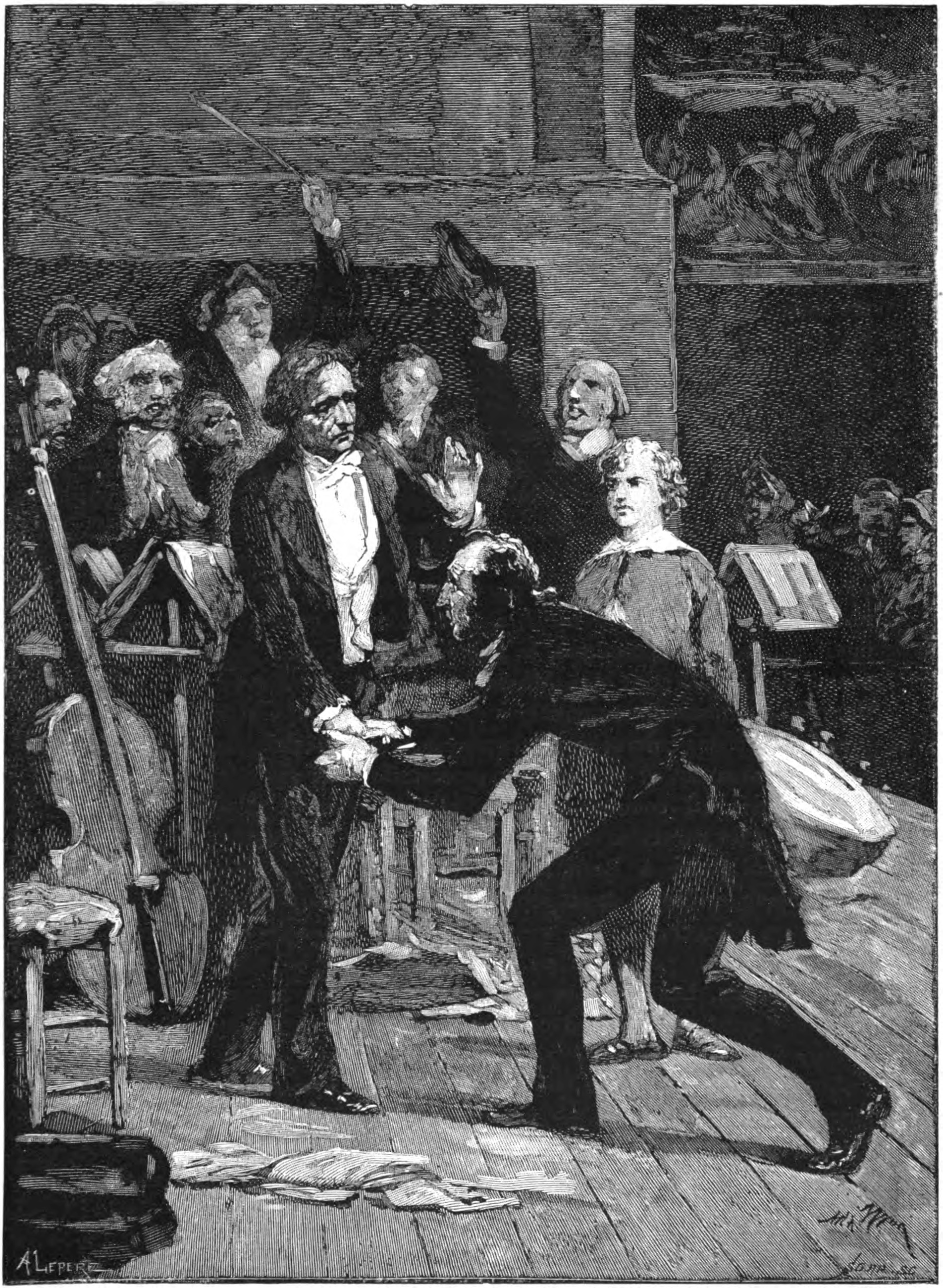
Paganini arrodillándose ante Berlioz.

Dos días después, el hijo de Paganini le llevó a Berlioz una carta de su padre, que quería que leyese cuando estuviese solo. La carta decía lo siguiente:

«Mi querido amigo. Beethoven está muerto y sólo Berlioz puede revivirlo. He escuchado su divina composición, muy digna de su genio y le suplico que acepte, en señal de mi homenaje, veinte mil francos, los cuales le serán entregados por el Barón de Rothschild después de entregar este archivo adjunto. Su más afectuoso amigo.»
—Niccolò Paganini. París, 18 de diciembre de 1838.

En esta carta había una nota dirigida al Barón en la que le pedía que le entregase a Berlioz los veinte mil francos, que antes ya le había dejado Paganini al barón. Este hecho se supo pronto en París y varios artistas fueron a visitarlo a casa, ansiosos por ver la carta. Todos le felicitaron. Berlioz deseaba escribir y responder a al violinista, ya que debía permanecer en cama debido a que aún seguía enfermo, pero no le convencían las cartas porque no expresaban lo que realmente sentía. Al sexto día se encontró mejor y fue a visitar al italiano. Berlioz intentó mostrar su agradecimiento, pero éste le cortó con estas palabras: «No hables de eso, ni una palabra más. Es el mayor placer que he sentido en mi vida. Nunca sabrás cómo me afectó tu música; son muchos años desde que sentía algo así... ¡Ah! Ahora, ninguno de los que perjuran contra ti se atreverán a decir una palabra más, porque saben que soy un buen crítico, y que no soy fácil.» Según Ferdinand Hiller, basándose en información dada por Rossini, se cree que Paganini fue un mero intermediario del verdadero donante que fue su gran amigo, el periodista Armand Bertin. En palabras de Hiller: "Lo sé. Algunos quizás se lo crean, otros pueden dudar. Yo estoy convencido de que es verdad".

## En la cultura popular
Esta obra ha servido de inspiración a artistas musicales de diversos géneros para crear sus propias versiones. Tanto las adaptaciones como las interpretaciones de la pieza original han sido incluidas en multitud de bandas sonoras de películas, programas de televisión, etc.

### Adaptaciones
- 1837 – Harold en Italie, S. 472, transcripción para viola y piano hecha por Franz Liszt a partir de esta obra.
- 1837, 1862 – Marche des Pèlerins de la sinfonie Harold en Italie, S. 473, transcripción para piano hecha por Franz Liszt que tiene una primera y una segunda versión.

### Inclusión en bandas sonoras
- 2011 – El árbol de la vida, película dirigida por Terrence Malick en cuya banda sonora se puede escuchar esta obra.
- 2012 – To the Wonder, film también dirigido por Terrence Malick en el que se puede escuchar el segundo movimiento y contiene varias referencias al contenido e historia de la obra.
- 2020 – Le bureau des légendes, serie televisiva francesa cuyo episodio 5x10 incluye el segundo movimiento de la sinfonía.

## Discografía selecta
Esta pieza ha sido grabada en numerosas ocasiones:
- 1939 – William Primrose, Arturo Toscanini, Orquesta Sinfónica de la NBC (Music & Arts).
- 1944 – William Primrose, Serguéi Kusevitski, Orquesta Sinfónica de Boston (RCA).
- 1950 – Gunther Breitenbach, Rudolf Moralt, Orquesta Sinfónica de Viena (Vox).
- 1952 – William Primrose, Thomas Beecham, Royal Philharmonic Orchestra (CBS).
- 1953 – Carlton Cooley, Arturo Toscanini, Orquesta Sinfónica de la NBC (New York Public Library).
- 1953 – Frederick Riddle, Hermann Scherchen, Orquesta Filarmónica de Londres (Nixa).
- 1954 – Joseph de Pasquale, Charles Munch, Orquesta Sinfónica de Boston.
- 1955 – Ladisla Cerny, Vaclav Jiracek, Orquesta Filarmónica Checa (Supraphon).
- 1956 – Frederick Riddle, Thomas Beecham, Royal Philharmonic Orchestra (BBC Music).
- 1957 – Heinz Kirchner, Ígor Markévich, Orquesta Filarmónica de Berlín (DG).
- 1958 – William Primrose, Charles Munch, Orquesta Sinfónica de Boston (RCA).
- 1961 – William Lincer, Leonard Bernstein, Orquesta Filarmónica de Nueva York (CBS).
- 1963 – Yehudi Menuhin, Colin Davis, Orquesta Philharmonia (EMI).
- 1963 – Klass Boon, Pierre Monteux, Orquesta Real del Concertgebouw (Audiophile).
- 1964 – Georg Schmid, Rafael Kubelík, Orquesta Sinfónica de la Radio de Baviera (Topazio).
- 1964 – Rudolf Barshái, David Óistraj, Orquesta Filarmónica de Moscú (Melodiya).
- 1969 – Walter Trampler, Georges Prêtre, Orquesta Sinfónica de Londres (RCA).
- 1970 – Joseph de Pasquale, Eugene Ormandy, Orquesta de Filadelfia (CBS).
- 1972 – Mikhail Tolpygo, David Óistraj, USSR State Academic Symphony Orchestra (Melodiya).
- 1974 – Claude Ducrocq, Alain Lombard, Orquesta Filarmónica de Estrasburgo (Erato).
- 1975 – Nobuko Imai, Colin Davis, Orquesta Sinfónica de Londres (Philips).
- 1975 – Daniel Benyamini, Zubin Mehta, Orquesta Filarmónica de Israel (Decca).
- 1976 – Josef Suk, Dietrich Fischer-Dieskau, Orquesta Filarmónica Checa (Supraphon).
- 1977 – Donald McInnes, Leonard Bernstein, Orquesta Nacional de Francia (EMI).
- 1977 – Pinchas Zukerman, Daniel Barenboim, Orquesta de París (CBS).
- 1977 – Robert Vernon, Lorin Maazel, Orquesta de Cleveland (Decca).
- 1981 – Yuri Bashmet, Vladímir Fedoséyev, Orquesta Sinfónica de la Radio y Televisión Estatal de la USSR.
- 1981 – Milan Telecky, Onderj Lenard, Orquesta Sinfónica de la Radio Eslovaca (Opus).
- 1981 – Lubomir Jaly, František Jílek, Orquesta Filarmónica Checa (Supraphon).
- 1982 – Bruno Giuranna, Maksim Shostakóvich, Orquesta Sinfónica de la BBC (BBC Radio Classics).
- 1985 – Wolfram Christ, Lorin Maazel, Orquesta Filarmónica de Berlín (DG).
- 1985 – Douglas McNabney, Simon Streatfield, Orquesta Sinfónica de Quebec (CBC).
- 1987 – Pinchas Zukerman, Charles Dutoit, Orquesta Sinfónica de Montreal (Decca).
- 1987 – Bruno Pasquier, Cyril Diederich, Orquesta Filarmónica Regional Montpellier (Forlane).
- 1989 – Yuri Bashmet, Eliahu Inbal, Orquesta Sinfónica de la Radio de Frankfurt (Denon).
- 1991 – Gérard Caussé, Michel Plasson, Orquesta del Capitolio de Toulouse (EMI).
- 1994 – Gérard Caussé, John Eliot Gardiner, Orquesta de la Revolucionaria y Romántica (Philips).
- 1994 – Laurent Verney, Myung-whun Chung, Orquesta de la Ópera de la Bastilla (DG).
- 1995 – Rivka Golani, Yoav Talmi, Orquesta Sinfónica de San Diego (Naxos).
- 1997 – Gérard Caussé, Jean Fournet, Orquesta del Teatro La Fenice (Mondo Musica).
- 2001 – Csaba Erdélyi, Marc Taddei, Orquesta Sinfónica de Nueva Zelanda.
- 2003 – Tabea Zimmermann, Colin Davis, Orquesta Sinfónica de Londres (LSO Live).
- 2007 – Naoko Shimizu, Kazuhiro Koizumi, Orquesta Filarmónica de Sendai.
- 2009 – Jean-Eric Soucy, Sylvain Camberling, Orquesta Sinfónica de la Radio del Suroeste de Alemania.
- 2011 – Antoine Tamestit, Marc Minkowski, Les Musiciens du Louvre Grenoble (Naïve).
- 2011 – Stefano Passaggio, Milan Horvat, Orquesta Filarmónica de Zagreb.
- 2011 – David Aaron Carpenter, Vladímir Ashkenazi, Orquesta Filarmónica de Helsinki (Ondine).
- 2014 – James Ehnes, Andrew Davis, Orquesta Sinfónica de Melbourne (Chandos).
- 2014 – Amihai Grosz, Emmanuel Krivine, Orquesta Sinfónica de Barcelona y Nacional de Cataluña.
- 2017 – Lawrence Power, Andrew Manze, Orquesta Filarmónica de Bergen (Hyperion).
- 2018 – Antoine Tamestit, Eliahu Inbal, Orquesta Sinfónica de la Radio de Frankfurt.
- 2022 – Antoine Tamestit, John Eliot Gardiner, Orquesta Filarmónica de Radio Francia (France Musique).
- 2022 – Timothy Ridout, John Nelson, Orquesta Filarmónica de Estrasburgo (Erato Warner Classics).